# Kościół św. Bartłomieja Apostoła w Łapanowie
Kościół świętego Bartłomieja Apostoła – rzymskokatolicki kościół parafialny należący do dekanatu Niegowić archidiecezji krakowskiej.
Jest to świątynia wybudowana w 1529 roku. Przebudowana została w 1614 roku dzięki staraniom Marcina Lutosławskiego – została wówczas dobudowana kaplica pod wezwaniem Świętej Anny. Rozbudowana została w 2 połowie XIX wieku – została wówczas przedłużona nawa.

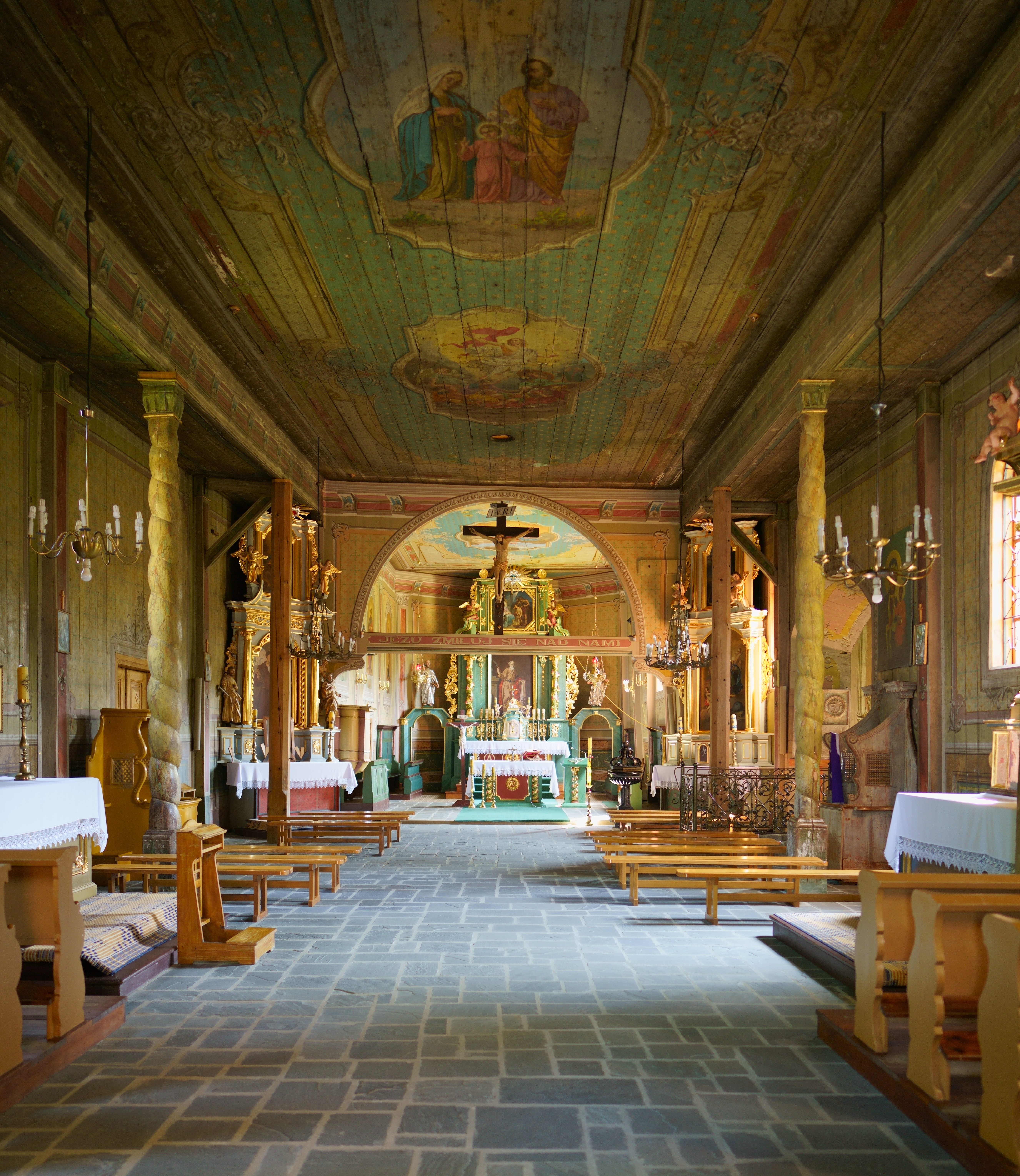
Wnętrze kościoła

Jest to budowla drewniana, jednonawowa, posiadająca konstrukcję zrębową. Kościół jest orientowany i reprezentuje styl późnogotycki. Posiada prezbiterium mniejsze w stosunku do nawy, zamknięte trójbocznie, z boku znajduje się zakrystia i przedłużona jest wzdłuż nawy. Na zewnętrznej ścianie prezbiterium znajdują się dwie kamienne płyty nagrobne z XVII wieku. Są umieszczone na nich herb Szreniawa i postać klęczącego towarzysza husarskiego Marcina Łapki (zmarłego w 1652 roku) w zbroi. Z boku nawy znajduje się wyżej wspomniana kaplica, zamknięta prostokątnie. Zwieńcza ją kopuła blaszana z wieżyczką z latarnią. Wejście główne z przodu jest ozdobione daszkiem, podpartym słupami. Budowla nakryta jest dachem jednokalenicowym, pokrytym blachą, na dachu znajduje się wieżyczka na sygnaturkę. Jest ona zwieńczona barokowym dachem hełmowym z latarnią. Wnętrze świątyni jest podzielone dwoma rzędami słupów ułożonymi po trzy sztuki. Wnętrze nakrywają płaskie stropy, w nawie posiadają zaskrzynienia. Podłoga została wykonana z kamienia. Chór muzyczny jest podparty dwoma słupami i posiada eklektyczny prospekt organowy, z prostą linią parapetu. Belka tęczowa jest ozdobiona krucyfiksem. Polichromia figuralno–architektoniczna z 1843 roku jest dziełem artystów Mecnera i Wojciechowskiego. Ołtarz główny późnobarokowy powstał w 1873 roku i jest dziełem Piotra Korneckiego, w ołtarzu znajduje się obraz Matki Boskiej Gromnicznej z XIX wieku. Ołtarze boczne, ambona i loże kolatorskie w stylu późnobarokowym, powstały w XIX wieku. Gotycka chrzcielnica kamienna w formie kielicha pochodzi z XVI wieku. Posąg późnogotycki Zmartwychwstałego Chrystusa powstał w XVI wieku.